# 三芳町立唐沢小学校
三芳町立唐沢小学校（みよしちょうりつからさわしょうがっこう）は、埼玉県入間郡三芳町にある公立小学校。

## 概要
藤久保・竹間沢の各大字を通学区域とする。

## 交通
- 東武東上本線みずほ台駅
- 同鶴瀬駅

## 進学先中学校
- 三芳町立三芳東中学校